# Квинт Цецилий Метел Непот (консул 57 пр.н.е.)
Вижте пояснителната страница за други личности с името Квинт Цецилий Метел Непот.
Вижте пояснителната страница за други личности с името Квинт Цецилий Метел.
Квинт Цецилий Метел Непот (на латински: Quintus Caecilius Metellus Nepos; * 100 пр.н.е.; † 55 пр.н.е.) e политик на късната Римска република.

## Биография
Произлиза от фамилията Цецилии Метел. Син е на Квинт Цецилий Метел Непот (консул 98 пр.н.е.) и Лициния Краса. Брат е на Квинт Цецилий Метел Целер, (консул 60 пр.н.е.) и на Цецилия Метела Целер която се омъжва за Публий Корнелий Лентул Спинтер. Той е полубрат на Муция Терция от първия брак на майка му с Квинт Муций Сцевола, която става третата съпруга на Помпей Велики.
През 67 пр.н.е. той е легат при Помпей в Мала Азия, после в провинция Сирия, където остава до 63 пр.н.е. През 63 пр.н.е. е народен трибун. Има големи конфликти на 10 декември 63 пр.н.е. с Марк Порций Катон Утически и възпрепядства в последния ден на консулата си на 29 декември 63 пр.н.е. Цицерон да произнесе своята защитна реч. 
След това той отива при Помпей в Азия и е изключен от сената. През 60 пр.н.е. той е претор и през април 59 пр.н.е. отпътува от Рим и става управител на провинция.
През 57 пр.н.е. е избран за консул заедно с роднината си Публий Корнелий Лентул Спинтер и въпреки предишните конфликти с Цицерон се застъпва за неговото връщане от изгнание.
56 пр.н.е. участва в конференцията в Лука и след това отива като управител проконсул в Близка Испания, където има успехи против вакцеите (vaccaei). 55 пр.н.е. се връща отново в Рим.